# Stati del Sacro Romano Impero (L)
Questo è un elenco degli stati del Sacro Romano Impero, inizianti per la lettera L:
| Nome | Tipologia                                                                                            | Provincia                      | Seggio | Formazione | Note |  |
| --- | --- | ------------------------------ | ------ | --- | --- |  |
| Lage | Signoria                                                                                             |                                |        | | |  |
| Landau | 1201: Città Imperiale                                                                                | Provincia dell'Alto Reno       |        | | 1515: Membro della Decapoli 1648: Annessa alla Francia 1815: Annessa alla Baviera |  |
| Landsberg | Principato                                                                                           |                                |        | | |  |
| Landsberg-Osterland | Margraviato                                                                                          |                                |        | 1032 | 1291: Annesso a Meißen |  |
| Langwies | Giurisdizione                                                                                        |                                |        | | |  |
| Laurenburg | Contea                                                                                               |                                |        | 1093 | 1197: Annessa a Nassau |  |
| Lauenburg | 1180: Ducato di Brunswick e Lauenburg                                                                |                                |        | | 1260: Divisione degli Ascanidi in Sassonia-Lauenburg e Sassonia Wittenberg 1689: Eredita il Principato di Luneburg 1714: all'Elettorato di Hannover 1803: alla Prussia 1815: al Duca di Holstein e Re di Danimarca 1864: alla Prussia |  |
| Lavant Sant'Andrea | 1228: Vescovato Principato Vescovile                                                                 | Provincia Austriaca            |        | c1320 | Dietrich, primo Principe Vescovo, 1318-1332 Dal ventiduesimo Vescovo, Theobald Schweinbeck, 1446-1463, i vescovi ottengono anche il titolo di Principi |  |
| Lebus | Vescovato                                                                                            |                                |        | | |  |
| Leiningen Conte di Leiningen eDagsburg, Signore di Aspremont, Oberstein, Bruch, Bürgel e Reipoltskirchen, etc. | 1128: Contea                                                                                         |                                |        | tardo XII sec. | 1128: prima menzione del "Conte di Leiningen" 1220: estinzione della linea primogenita dei Conti di Leiningen; passata per matrimonio ai Conti di Saarbrucken 1220: Acquisita la Signoria di Hardenburg dall'eredità dei Saarbrucken 1225/1241: Ereduita la Contea del Sacro Romano Impero di Dagsburg 1310: Divisa in Leiningen-Dachsburg (estinta nel 1467) e Leiningen-Leiningen 1312: Acquisisce Landvogt nella Bassa Alsazia 1444: l'Imperatore Federico III assicura il grado di Langravio in Alsazia 1467: Passata per successione femminile ai Signori di Westerburg (linea di Leiningen-Westerburg) |  |
| Leiningen-Billigheim Conti di Leiningen, Signori di Billigheim, Allfeld, Mühlbach, Katzenthal, e Neuburg a the Neckar, Conte di Dagsburg e Aspremont | |                                |        | | |  |
| Leiningen-Dachsburg Leiningen-Dagsburg | 1593-1688, 1658-1709: Contea                                                                         | Provincia dell'Alto Reno       |        | | 1310: Divisa da Leiningen 1593: Divisa da Leiningen-Dachsburg-Falkenburg 1688: Linea estinta extinct Divisa da Leiningen-Dachsburg-Falkenburg-Heidesheim 1709: Linea estinta |  |
| Leiningen-Hartenburg Leiningen-Hardenburg Principe di Leiningen, Conte Palatino di Mosbach, Signore di Miltenberg, Amorbach, Düren, Bischofsheim, Hardheim e Lauda, etc. | Contea 1779: Principato del Sacro Romano Impero                                                      | Provincia dell'Alto Reno       |        | | 1343: Divisa da Leiningen-Dachsburg 1466: Acquisita dai Signori di Lorena 1467: Eredita Dagsburg e cambia il nome in Leiningen-Dagsburg |  |
| Leiningen-Leiningen | Contea                                                                                               |                                |        | 1310: Divisa da Leiningen | 1467: Annessa a Westerburg |  |
| Leiningen-Neuburg Conte di Leiningen, Signore di Herzbolzheim, Conte di Dagsburg e Aspremont | |                                |        | | |  |
| Leiningen-Westerburg Conte di Leiningen, Signore di Westerburg, Grünstadt, Oberbrunn e Forbach | 1467: Contea                                                                                         |                                |        | | 1705: Divisione in Leiningen-Westerburg-Altleiningen e Leiningen-Westerburg-Neuleiningen |  |
| Lemgo | Libera Città Imperiale                                                                               | Provincia del Basso Reno       | RH     | | Annessa a Lippe |  |
| Leuchtenberg | 1196: Langraviato                                                                                    | Provincia Bavarese             | PR     | primi anni del XII sec. | 1119: acquisizione della Signoria di Waldeck per matrimonio 1158: prima menzione del Conte di Leuchtenberg in un documento storico 1209: Divisione in Waldeck e Leuchtenberg 1366: Divisione territoriale (Vesten zu Leuchtenberg/Pfreimd e Pleystein/Reichenstein/Grafenwohr Acquisizione della contea di Hals 1440: Principato Langraviale 1476: Divisione della Contea di Hals 1486: Hals venduta ai Conti di Aichberg 1500: Provincia Bavarese 1582: Consiglio dei Principi 1646: linea maschile estinta Sold Leuchtenberg e Waldeck alla Baviera 1707-1708: al Vescovato di Bamberga 1708: ai Principi del Sacro Romano Impero di Lamberg 1770: Annesso alla Baviera                                                                                              |  |
| Leutkirch im Allgäu | Libera Città Imperiale                                                                               | Provincia Sveva                | SW     | | 1803: Annessa alla Baviera 1810: Annessa al Württemberg |  |
| Leyen Principe del Sacro Romano Impero di Leyen e Hohengeroldseck, Barone di Adendorf, Signore di Bliescastel, Burrweiler, Münchweiler, Orterbach, Niewern, Saffig, Ahrenfels, Bongard, Simpelfeld, etc.                                                                          | Signoria 1653: Braonia del Sacro Romano Impero 1711: Contea del Sacro Romano Impero 1806: Principato |                                |        | c1296 | c1420: Diviso in Neustadt e Saffig 1667 possedimento dei Cavalieri di Burrweiler 1705: ai Signori di Hohengeroldseck 1711: Stato Imperiale |  |
| Lichtenberg | 1458: Contea del Sacro Romano Impero                                                                 |                                |        | | 1206: prima menzione della famiglia Lichtenberg in un documento storico 1246: prima menzione del castello di Lichtenberg 1249: Assicurata a Strassburg 1480: linea maschile estinta; i territori passano, attraverso linea femminile, au Conti di Hanau ed ai Conti di Zweibrucken-Bitsch 1570: La porzione degli estinti Conti di Zweibrucken-Bitsch ereditata dagli Hanau 1817: diventa un'exclave dei Sassonia-Coburgo 1834: alla Prussia |  |
| Lichtenthal | Abbazia                                                                                              |                                |        | | |  |
| Liechtenstein Principe Sovrano di Liechtenstein, Duca di Troppau e Jägerndorf, Conte di Rietberg, etc | Principato                                                                                           | Provincia Austriaca            | PR     | 1712: Principato di Liechtenstein                                                                                                   | 1608: Rango di Principe del Sacro Romano Impero per la famiglia Liechtenstein 1699: Ottenuta la signoria di Schellenberg 1712: ottiene la Contea di Vaduz 1713: Consiglio dei Principi 1719: ampliamento del Liechtenstein da Hohenems-Vaduz a Schellenberg 1806:Aderisce alla Confederazione del Reno 1815: Aderisce alla Confederazione Germanica |  |
| Liegi Lüttich Liège | Vescovato                                                                                            | Provincia del Basso Reno       | EC     | 972 | 1793: Consiglio dei Principi 1795: Annessa alla Francia |  |
| Liegnitz | Ducato                                                                                               |                                |        | | |  |
| Ligne Principe del Sacro Romano Impero di Ligne e Amblise/Amblia, Margravio di Roubaix/Roubais e Dormans, Conte di Fauquemberghe, Barone di Werchin, Beloeil, Antoing, Cisoing, Villiers, Silly e Herzelles; Reggente di Fagnolles; Signore di Baudour, Wallincourt e altre terre | 1544: Contea del Sacro Romano Impero 1601: Principato del Sacro Romano Impero                        |                                |        | | 1503: ai Conti di Faucquenberg 1770: ai Conti di Fagnolles 1786: Stato della Provincia del Basso Reno-Vestfalia |  |
| Limburg (Contea) | 1242: Contea di Limburg-Isenburg                                                                     |                                |        | | 1242-1508: Ai Conti di Isenberg-Limburg 1508-1542: Ereditata dai Conti di Dhaun-Falkenstein 1542-1592: Passata per matrimonio ai conti di Neuenahr-Alpen 1592-1610: Ereditata dai Bentheim 1610-1626: ai Bentheim-Limurg 1626-1629: ai Bentheim-Alpen 1629-1817: ai Bentheim-Tecklenburg-Rheda 1289: Acquista Altenhof e Stirum 1370: Acquista Neu-Isenburg 1422: Acquista Bedburg 1422: Acquista Hackenbroich 16..: Acquista Aichheim 1640: Acquista Gemen 1664: Acquista una parte di Bronchhorst Area: 118 km² |  |
| Limburg-Broich | 1439-1508: Contea                                                                                    |                                |        | 1439: Divisa da Limburg-Stirum | 1442; i Duchi di Berg ottengono il dominio dai Duchi di Cleves 1449: i Conti di Limburg-Broich sono coinvolti con i Neuenahr-Alpen in una guerra di successione per la Contea di Limburg 1449: La Contea di Limburg viene affidata ai Conti di Neuenahr-Alpen 1508: Ereditata da Virico V di Dhaun-Falkenstein che sposò Amoena di Sayn, erede adottata di Giovanni di Limburg-Broich |  |
| Limburg-Hohelimburg | 1246-1304: Contea                                                                                    |                                |        | 1246: Divisa dalle Contee di Altena e di Isenberg                                                                                   | 1304: Unita con Limburg-Stirum |  |
| Limburgo | Ducato                                                                                               | Provincia Borgognona           |        | 1106 | 1155: i Signori di Limburg si separano dalla Bassa Lorena e diventano duchi indipendenti 1288: Passa al Brabante 1512: Provincia Borgognana 1582: Consiglio dei Principi 1648: la Spagna cede le Contee di Dalhem e Falkenberg alla città di Maastricht ed alle Province Unite 1714: La parte a Sud di Limburg passa ai Paesi Bassi asburgici 1794-1814: alla Francia Area: 118 km² |  |
| Limburg-Stirum Conti di Limburg e Bronckhorst, Signori di Stirum, Wisch, Borkelo e Gemen, Signore Ereditario del Principato di Gelderland e della Contea di Zütphen | 1271: Contea                                                                                         |                                |        | 1271 | Divisa nel 1806 |  |
| Limburg-Stirum-Borkelö | 1766: Contea                                                                                         |                                |        | | |  |
| Limburg-Styrum-Bronchhorst | 1766: Contea                                                                                         |                                |        | | |  |
| Limburg-Stirum-Bronchhorst-Borkelö | 1644: Contea                                                                                         |                                |        | | 1644: Divisa da Limburg-Stirum 1766: Divisa in Limburg-Stirum-Borkelo e Limburg-Stirum-Bronchhorst |  |
| Limburg-Stirum-Gemen | 1644-1782: Contea del Sacro Romano Impero                                                            |                                |        | 1644: Divisa da Limburg-Stirum | 1657: Divisa in Limburg-Stirum-Gemen e Limburg-Stirum-Iller-Aichheim Feudo dei Conti di Vestfalia 1782: ai Limburg-Stirum-Iller-Aichheim |  |
| Limpurg | Contea                                                                                               | Provincia della Franconia      |        | | 1500: FrProvincia della Franconia 1806: al Wurttemberg |  |
| Lindau | 810: Abbazia 1466: Principato abbaziale                                                              |                                |        | | 1802: Secolarizzata 1804: all'Austria 1805: alla Baviera |  |
| Lindau | 1275: Libera Città Imperiale                                                                         | Provincia Sveva                | SW     | 1274 | 1802: Annessa al Principato di Bretzenheim 1804: Annessa all'Austria 1806: Annessa alla Baviera |  |
| Lingen | Contea                                                                                               | Provincia del Basso Reno       |        | | 1597: Occupata dai Nassau-Orange 1605: alla Spagna 1633: ai Nassau-Orange 1702: Ereditata dalla Prussia |  |
| Lippe Principe del Sacro Romano Impero, Conte e Nobile Signore di Lippe, Conte di Schwalenberg e Sternberg, Burgravio Ereditario di Utrecht | 1129: Signoria 1529: Contea Imperiale 1720: Principato                                               | Provincia del Basso Reno       | WE     | 1129 | 1536: Divisa in Lippe-Detmold e Sternberg and Pyrmont 1616: Divisa in Lippe-Detmold, Lippe-Brake, Lippe-Schwalenberg e Lippe-Alverdissen 1709: Lippe-Brake incorporata nel Lippe-Detmold 1749: estinzione della linea di Lippe-Alverdissen 1807: Aderisce alla Confederazione del Reno 1815: Aderisce alla Confederazione Germanica 1866: Aderisce alla Confederazione Germanica del Nord 1871: Aderisce all'Impero Tedesco |  |
| Lippe-Detmold Principe, Conte e Nobile Signore di Lippe, Conte di Schwalenberg e Sternberg, Burgravio Ereditario di Utrecht | Contea 1720: Principato 1789: Principe del Sacro Romano Impero 1918: Stato Libero di Lippe-Detmold   |                                |        | 1528: Diviso da Lippe | |  |
| Livonia | 1201: Principato Vescovile                                                                           |                                |        | | |  |
| Ordine Livoniano | |                                |        | | 1202: Fondato da Albert di Buxhoeveden |  |
| Lobkowitz Principe Lobkowitz, Duca di Raudnitz, Principe Conte di Sternstein, etc. | 1624: Principe del Sacro Romano Impero                                                               |                                |        | | 1300s: prima menzione di Lobkowitz Acquisita la Contea Principesca di Sternstein 1806: alla Baviera 1814: Sternstein venduta alla Bavaria |  |
| Lommersum | |                                |        | | Acquisita da Schasberg |  |
| Loon (Looz) | 1000 c/a: Contea                                                                                     | Provincia del Basso Reno       |        | 944 | 1366: Annessa al Vescovato di Liegi |  |
| Lorena | 1048: Ducato                                                                                         | Provincia dell'Alto Reno       |        | | 925: Ducato di Lorena parte del Sacro Romano Impero 959: Divisione amministrativa in Alta Lorena (attuali Lorena francese e Lussemburgo) e Bassa Lorena (attuale Belgio, Brabante e Paesi Bassi) 1048: L'Imperatore Enrico III conferisce il Ducato dell'Alta Lorena al Conte Gerardo d'Alsazia 1480: Unione permanente dei Ducati di Lorena e di Bar 1473: i Conti di Vaudemont ereditano la Lorena 1473: Renato II di Lorena unisce l'eredità materna alla Lorena, Bar, Pont-a-Mousson e Guisa con l'eredità paterna di Vaudemont, Joinville, Aumale, Mayenne ed Elbeouf 1552-1559: Occupazione francese 1582: Consiglio dei Principi 1633-1659: Occupazione francese 1670-1697: Occupazione francese 1702-1714: Occupazione francese 1736: alla Francia             |  |
| Lorena-Nomény | Principato (personale)                                                                               | n/a                            | PR     | 1736 | 1803: Revocato il seggio al parlamento |  |
| Lorena, Bassa Lorena | Ducato                                                                                               |                                |        | 977: L'Imperatore Ottone II garantisce la Bassa Lorena come ducato a Carlo, fratello di Lotario di Francia, come feudo di Germania. | 1033: Unita con l'Alta Lorena quando Gozelo I succedette al padre Ottenuta dai Conti di Lovanio (i successivi Duchi di Brabante) nel 1106; senza autorità sino al 1190; Brabante e Guelre basano la successione sul titolo arciducale |  |
| Lorsch | Abbazia                                                                                              | RA                             |        | | |  |
| Losanna | Vescovato 1270: Principato Vescovile                                                                 |                                |        | 1011 | 1536: Secolarizzato da Berna |  |
| Losanna | Città Imperiale                                                                                      |                                |        | 1434 | 1536: Conquistata da Berna |  |
| Losenstein | Signoria del Sacro Romano Impero                                                                     |                                |        | | 1629: estinzione della linea |  |
| Löwenstein Conti del Sacro Romano Impero di Löwenstein, Wertheim, Rochefort, Montaigu, Limpurg, Virneburg, Gaildorf, Principe Supremo di Chassepierre/Chaisepierre, Signore di Scharfeneck, Breuberg, Herbeumont/Herbimont, Neufchâteau                                           | 1494: Contea del Sacro Romano Impero 1712: Principato del Sacro Romano Impero                        |                                |        | | 1123: Lowenstein viene fondata dai Conti di Calw ?-1281: ad un ramo dei Conti di Calw 1281: agli Asburgo quando Rodolfo I decise di cedere Lowenstein al figlio naturale Alberto 1441: Venduta da Enrico, discendente di Alberto, all'Elettore Palatino del Reno Federico I Ludovico II di Lowenstein eredita la Contea di Wertheim e altre terre per matrimonio e si definisce Conte di Lowenstein-Wertheim 1806: Divisione Area: 53 km². |  |
| Lowenstein-Scharfeneck | |                                |        | | |  |
| Löwenstein-Wertheim Principe del Sacro Romano Impero di Löwenstein e Wertheim, Conte di Rochefort, Montaigu, Principe Supremo di Chassepierre/Chaisepierre, Signore di Scharfeneck, Breuberg, Herbeumont/Herbimont, Neufchâteau, Kerpen e Kasselburg                              | County 1803: Principato del Sacro Romano Impero                                                      | Provincia di Franconia         |        | 1574: Divisa da Löwenstein, Stolberg-Rochefort e Wertheim-Breuberg                                                                  | 1500: Provincia di Franconia 1611: Divisione in Lowenstein-Wertheim-Rochefort e Lowenstein-Wertheim-Virneburg 1806: al Principe-Primate Carlo Teodoro di Dalberg |  |
| Lowenstein-Wertheim-Freudenberg | 1812: Principato                                                                                     |                                |        | | |  |
| Lowenstein-Wertheim-Rochefort Principe del Sacro Romano Impero di Löwenstein e Wertheim, Conte di Rochefort, Montaigu, Principe Supremo di Chassepierre, Signore di Scharfeneck, Breuberg, Herbeumont, Neufchâteau, Kerpen e Kasselburg                                           | 1712: Principato del Sacro Romano Impero                                                             |                                |        | | |  |
| Löwenstein-Wertheim-Rosenberg | Principato                                                                                           |                                |        | | |  |
| Lowenstein-Wertheim-Virneburg | |                                |        | 1611: Divisione da Lowenstein-Wertheim                                                                                              | 1721: Divisione in Lowenstein-Wertheim-Virneburg (linea Volradina) e Lowenstein-Wertheim-Virneburg (linea Carlista) |  |
| Lubecca Lubeck | Vescovato                                                                                            | Provincia della Bassa Sassonia | EC     | | 1793: Consiglio dei Principi 1803: Secolarizzata come Principato di Oldenburg |  |
| Lubecca Lubeck | 1226: Libera Città Imperiale                                                                         | Provincia della Bassa Sassonia | RH     | 1188; 1226 | 1810: Annessa alla Francia 1815: Libera Città 1937: Annessa alla Prussia |  |
| Lubecca Lubeck | Principato                                                                                           | Provincia della Bassa Sassonia |        | | |  |
| Lucerna | Libera Città Imperiale                                                                               |                                |        | 1415: Divisa dagli Asburgo | 1178: Fondazione della città di Lucerna proprietà dell'Abbazia di Murbach 1291: agli Asburgo 1332: Membro della Confederazione Svizzera 1648: Lascia l'impero come membro della Confederazione Svizzera |  |
| Lusazia Alta Lusazia Bassa Lusazia | 1367: Margraviato della Bassa Lusazia 1415: Margraviato                                              |                                |        | | Lusazia, Bassa Luisazia 900s: la Bassa Lusazia diviene una marca separata 1034: alla dinastia dei Wettin di Sassonia 1117: Divisa dalla Lusazia 1131: Annessa a Meißen 1303: Ottenuta dai Margravi di Brandeburgo 1368: alla Boemia 1378: all'Alta Lusazia 1415: al Re di Boemia 1469-1490: Riconosciuto Mattia Corvino come sovrano 1490: alla Boemia 1526: agli Asburgo d'Austria 1635: Venduta alla Sassonia 1815: alla Prussia Lusazia, Alta Lusazia 1117: Divisa dalla Lusazia 1160: Garantita dall'Imperatore alla Boemia 1253: ai Margravi di Brandeburgo 1329: ai Re di Boemia Il nome di Alta Lusazia è cambiato in Ducato di Görlitz 1526: agli Asburgo d'Austria 1620: Conquistata dall'Elettore di Sassonia 1635: Venduta alla Sassonia 1815: alla Prussia |  |
| Lustenau | Podere Imperiale                                                                                     |                                |        | | 1814: all'Austria |  |
| Lussemburgo | Ducato                                                                                               | Provincia Borgognona           |        | 963 | 963: Signoria 1059: Contea 1354: Ducato 1139-1189: Unione con la Contea di Namur 1364: Acquista la Contea di Chiny 1383-1443: il Lussemburgo è feudo passa dagli imperatorei alla Boemia e Borgogna 1441: il Lussemburgo viene venduto ai Duchi di Borgogna 1443-1482: ai Duchi di Borgogna 1482-1815: agli Asburgo d'Austria 1512: Provincia Borgognona 1582: Consiglio dei Principi 1815: Aderisce come granducato alla Confederazione del Reno 1815-1890: il Lussemburgo in unione personale con i Paesi Bassi sotto il Re dei Paesi Bassi |  |